# Czesław Kupisiewicz

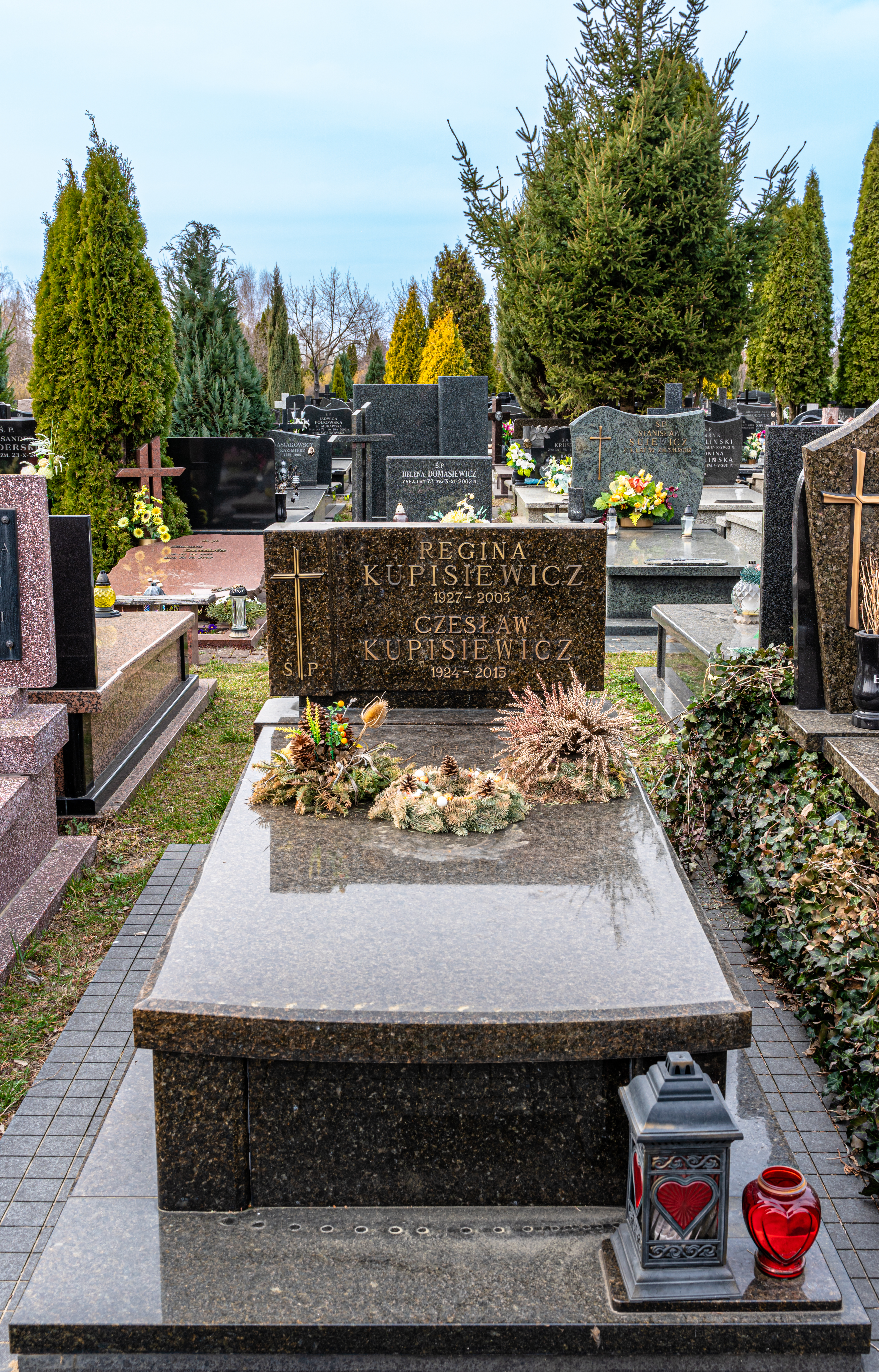
Grób Czesława Kupisiewicza na cmentarzu komunalnym Północnym w Warszawie

Czesław Eugeniusz Kupisiewicz (ur. 13 lipca 1924 w Sosnowcu, zm. 5 listopada 2015 w Warszawie) – polski humanista, specjalista w dziedzinie pedagogiki, profesor nauk humanistycznych, nauczyciel akademicki, prorektor Uniwersytetu Warszawskiego i dziekan Wydziału Psychologii i Pedagogiki tej uczelni, członek rzeczywisty Polskiej Akademii Nauk.
Obszar jego zainteresowań obejmował dydaktykę ogólną, historię wychowania i myśli pedagogicznej, a także pedagogikę ogólną i porównawczą. Jest autorem jednego z najpopularniejszych w Polsce podręczników do dydaktyki.

## Edukacja i praca zawodowa
Uczęszczał do Gimnazjum im. Stanisława Staszica. Szkoły tej jednak nie ukończył, ze względu na wybuch wojny. Studia wyższe odbył w Uniwersytecie Warszawskim, gdzie w 1951 uzyskał tytuł magistra pedagogiki. Z tą uczelnią związana była również większość jego życia zawodowego. Od 1952 należał do PZPR. Na UW obronił doktorat w 1959, a w 1969 uzyskał tytuł profesora nauk humanistycznych. W latach 1965–1969 był wicedyrektorem ds. badań resortowego Instytutu Badań Pedagogicznych. W 1969 został prorektorem Uniwersytetu Warszawskiego. Funkcję tę pełnił przez dwa lata. W latach 1970–1973 pełnił funkcję wiceprzewodniczącego w Komisji Ekspertów do Opracowania Raportu o Stanie Oświaty w PRL. Od 1973 przez sześć lat pełnił funkcję dziekana Wydziału Psychologii i Pedagogiki Uniwersytetu Warszawskiego. W 1976 został członkiem korespondentem Polskiej Akademii Nauk, a w 1986 jej członkiem rzeczywistym. Od 1978 przez sześć lat był redaktorem naczelnym „Rocznika Pedagogicznego”, a przez kolejnych siedem lat redaktorem naczelnym „Kwartalnika Pedagogicznego” (do 1991). Od 1982 był członkiem Rady Naukowej Instytutu Podstawowych Problemów Marksizmu-Leninizmu. W 1994 został emerytowanym profesorem UW, kontynuując działalność naukową. W latach 1990–2007 był członkiem Komitetu Prognoz „Polska 2000 Plus” przy Prezydium Polskiej Akademii Nauk, a w latach 1998–2000 przewodniczącym Rady Naukowej Stowarzyszenia Oświatowców Polskich. W czasie swojej pracy na uczelni wypromował 26 doktorów nauk humanistycznych.
Oprócz funkcji kierowniczych na Uniwersytecie Warszawskim i w instytucjach związanych z nauką był członkiem wielu organizacji naukowych i dydaktycznych. Był między innymi członkiem Międzynarodowego Stowarzyszenia Nauk o Wychowaniu IAES, Centralnej Komisji ds. Stopni i Tytułów oraz ekspertem UNESCO do spraw szkolnictwa wyższego.

## Publikacje i dorobek naukowy
Był autorem licznych publikacji z zakresu dydaktyki i pedagogiki. Do najważniejszych należy 27 publikacji zwartych, z których 7 przetłumaczono na inne języki. Był redaktorem naukowych 10 dzieł zbiorowych. Najistotniejsze pozycje jego dorobku naukowego to: osiemnastokrotnie wydawane Podstawy dydaktyki (1978), pięciokrotnie wydawane Nauczanie programowane (1964). W 2012 ukazała się Dydaktyka. Podręcznik akademicki. Oprócz tego w jego dorobku znajdują się m.in.: Niepowodzenia dydaktyczne. Przyczyny i niektóre środki zaradcze (1966), Paradygmaty i wizje reform oświatowych (1985), Szkolnictwo w procesie przebudowy (1996), Dydaktyka ogólna (2000), Szkoła w XX wieku (2006), Szkice z dziejów dydaktyki (2010) i inne.

## Nagrody i odznaczenia
Za działalność naukową, dydaktyczną i organizacyjną był wielokrotnie nagradzany, między innymi nagrodami Ministra Nauki (pięciokrotnie nagrodą I stopnia) i rektora Uniwersytetu Warszawskiego. Otrzymał również odznaczenia państwowe, w 1953 Srebrny Krzyż Zasługi, w 1963 Krzyż Kawalerski Orderu Odrodzenia Polski, a w 1979 Krzyż Komandorski tego orderu. W 1983 wyróżniony odznaką Odznaka Zasłużony Nauczyciel PRL (1983). Otrzymał także medal Akademii Nauk Pedagogicznych Ukrainy przyznany w 2005 „Za wybitne osiągnięcia naukowe” i w tym samym roku uhonorowany przez Ministerstwo Oświaty i Wychowania oraz „Głos Nauczycielski” tytułem „Nauczyciela nauczycieli”. Laureat nagrody "Trybuny Ludu" I stopnia (1985).
W maju 2013 otrzymał wyróżnienie w postaci doktoratu honoris causa nadanego przez Akademię Pedagogiki Specjalnej im. Marii Grzegorzewskiej w Warszawie. W 2009 r. został uhonorowany odznaką „Zasłużony dla Miasta Sosnowca”.

## Życie prywatne
Syn Franciszka i Konstancji. 13 listopada 2015 został pochowany na cmentarzu komunalnym Północnym w Warszawie (Wólka Weglowa).